# Miramichi-Sud-Ouest-Baie du Vin
Circonscription électorale provinciale du Canada
Miramichi-Sud-Ouest-Baie du Vin (auparavant Miramichi-Sud-Ouest) ((en) Southwest Miramichi-Bay du Vin) est une ancienne circonscription électorale provinciale du Nouveau-Brunswick représentée à l'Assemblée législative de 1974 à 2024.

## Géographie
La circonscription comprend :
- les villages de Blackville, Doaktown, Baie-Sainte-Anne, Escuminac et Saint Margarets ;
- les communautés d'Upper Miramichi, Redmondville, Glenwood, Miramichi Bay, Napan, Millerton, Cassilis, Barnaby River, Chemlsford, White Rapids, Lockstead, Howard, Arbeau Settlement, Weaver Siding, Upper Blackville, Bettsburg, Nelson Hollow, McGivney, Astle et Taxis River ;
- les paroisses de Ludlow, New Bandon, Derby, Hardwicke et Blissfield.

## Liste des députés
| Législature                                                               | Années    | Député | Député              | Parti                     |
| ------------------------------------------------------------------------- | --------- | ------ | ------------------- | ------------------------- |
| Miramichi-Sud-Ouest Circonscription issue de Northumberland               |           |        |                     |                           |
| 48e                                                                       | 1974-1978 |        | Sterling Hambrook   | Progressiste-conservateur |
| 49e                                                                       | 1978-1982 |        | Morris Vernon Green | Libéral                   |
| 50e                                                                       | 1982-1987 |        | Morris Vernon Green | Libéral                   |
| 51e                                                                       | 1987-1991 |        | Morris Vernon Green | Libéral                   |
| 52e                                                                       | 1991-1994 |        | Brent Taylor        | Confédération des Régions |
| 52e                                                                       | 1994-1995 |        | Brent Taylor        | Indépendant               |
| 53e                                                                       | 1995-1999 |        | Reg MacDonald       | Libéral                   |
| 54e                                                                       | 1999-2003 |        | Norm Betts          | Progressiste-conservateur |
| 55e                                                                       | 2003-2006 |        | Rick Brewer         | Libéral                   |
| 56e                                                                       | 2006-2010 |        | Rick Brewer         | Libéral                   |
| 57e                                                                       | 2010-2014 |        | Jake Stewart        | Progressiste-conservateur |
| Miramichi-Sud-Ouest-Baie du Vin                                           |           |        |                     |                           |
| 58e                                                                       | 2014-2018 |        | Jake Stewart        | Progressiste-conservateur |
| 59e                                                                       | 2018-2020 |        | Jake Stewart        | Progressiste-conservateur |
| 60e                                                                       | 2020-2021 |        | Jake Stewart        | Progressiste-conservateur |
| 60e                                                                       | 2022-2024 |        | Mike Dawson         | Progressiste-conservateur |
| Dissoute dans Miramichi-Ouest, Miramichi-Est, Kent-Nord, Fredericton-York |           |        |                     |                           |